# Bahía de los Ángeles
Koordinaten: 28° 55′ N, 113° 32′ W

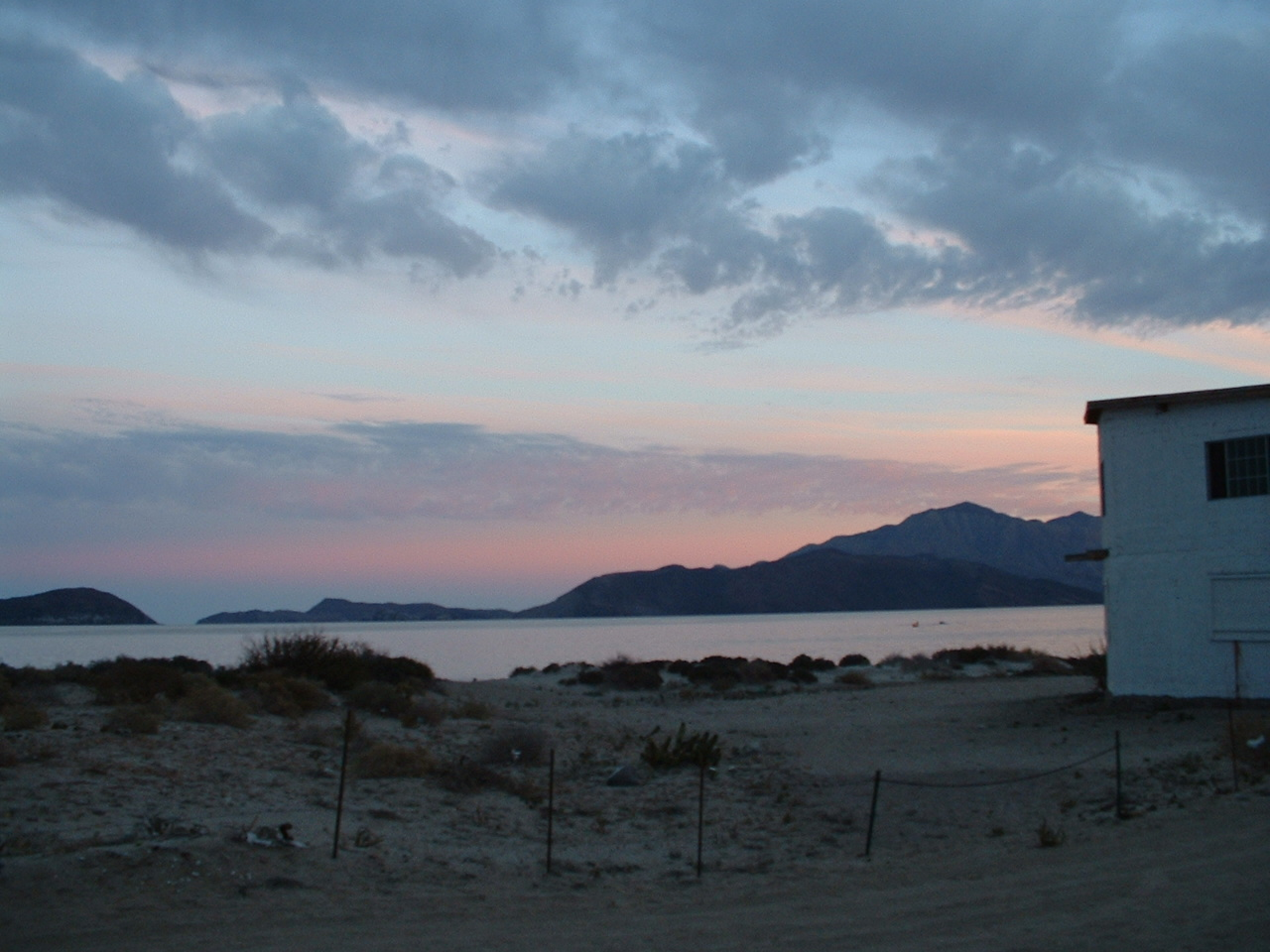
Bahía de Los Ángeles

Bahía de los Ángeles ist eine Bucht im mexikanischen Bundesstaat Baja California im Golf von Kalifornien. Sie liegt an der Ostseite der Halbinsel Niederkalifornien in Nordwestmexiko. Die Insel Isla Ángel de la Guarda liegt nur einige Kilometer gegenüber. Die Bucht liegt 42 Meilen östlich des Transpeninsular Highways. In der Bucht leben Delphine und Blauwale.